# Matvej Davydovič Berman
Matvej Davydovič Berman (in russo Матвей Давыдович Берман?; Andrianovka, 10 aprile 1898 – Mosca, 7 marzo 1939) è stato un politico sovietico.
Fu dal 1936 vicecommissario del popolo per gli affari interni e dal 1937 Commissario del popolo alle comunicazioni. Nello stesso anno fu eletto deputato del Soviet dell'Unione del Soviet Supremo dell'URSS.
Venne processato e fucilato nel marzo del 1939 in quanto anche lui ideatore del progetto Nazino.